# Jüdischer Friedhof (Přehořov)
Koordinaten: 49° 14′ 14,5″ N, 14° 46′ 4,1″ O

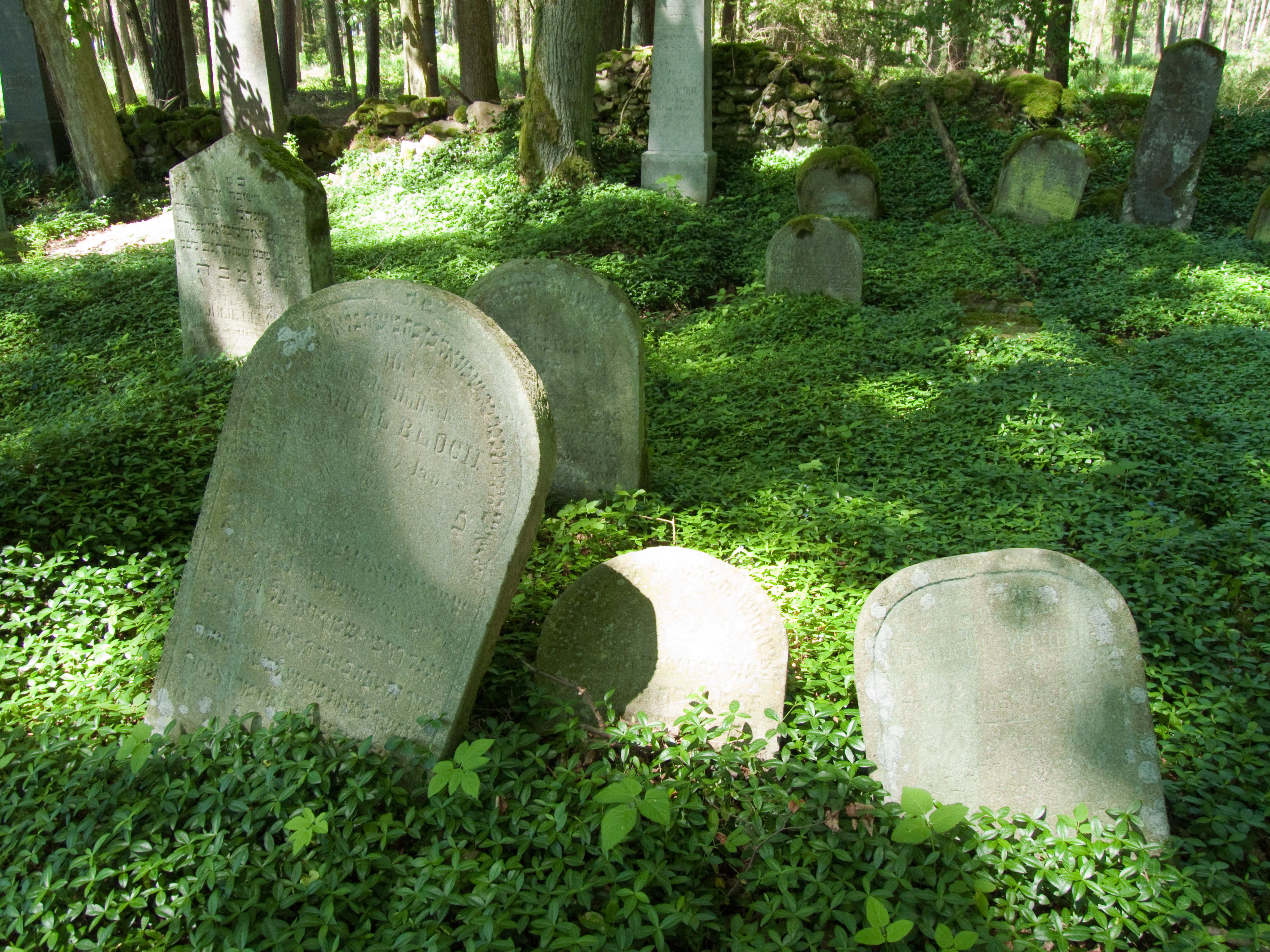
Jüdischer Friedhof in Přehořov

Der Jüdische Friedhof in Přehořov, einer tschechischen Gemeinde im Okres Tábor der Südböhmischen Region, wurde um 1849 errichtet.
Der jüdische Friedhof südlich des Ortes ist ein geschütztes Kulturdenkmal.
Viele der Grabsteine sind in das Erdreich eingesunken oder von Pflanzen überwuchert.